# Antton Luengo
Antton Luengo Celaya (født 17. januar 1981) er en spansk tidligere professionel cykelrytter.